# Jindřich IV. Zajímač
Jindřich IV. Zajímač († po roce 1475) byl český šlechtic z jevišovické větve rodu pánů z Kunštátu.

## Život
Jeho otcem byl Jan IV. Zajímač, švagr Jindřicha z Rožmberka. 
První písemná zmínka o Jindřichu Zajímačovi pochází z roku 1460, kdy se stal královským lovčím - jagermajstrem. Král mu ke klášteru sv. Prokopa připsal vesnici Hostivař a i nadále mu zachovával za věrné služby přízeň. 
Jindřich zemřel poměrně mlád, naposledy se uvádí v roce 1475. Zanechal po sobě syny Jana a Prokopa.